# Карное
Карное (фр. Carnoët) је насељено место у Француској у региону Бретања, у департману Приморје.
По подацима из 2011. године у општини је живело 744 становника, а густина насељености је износила 17,69 становника/km².

## Демографија
| 1962. | 1968. | 1975. | 1982. | 1990. | 2011. |
| ----- | ----- | ----- | ----- | ----- | ----- |
| 1.489 | 1.350 | 1.061 | 840   | 727   | 744   |